# برهان الدين القيراطي
برهان الدين القيراطي (726هـ-781هـ/1326م-1379م) شاعر من أعيان القاهرة في فترة حكم المماليك، واسمه إبراهيم بن شرف الدين عبد الله بن محمد بن عسكر بن مظفر بن بحر بن سادن بن هلال الطائي القيراطي. أشتغل بالفقه والأدب وجاور بمكة فتوفي فيها له ديوان شعر سماه «مطلع النيرين» (مطبوع) وكتاب في الأدب اسمه «الوشاح المفصل» (مطبوع).